# 蔡汇沧
蔡汇沧，浙江德清人，是一名清朝政治人物。
蔡汇沧曾于1895年接替汪以诚任南汇县知县一职，同年年由王椿荫接任。